# Kurt Reinhard (Politiker)
Kurt Reinhard (* 4. Juli 1907 in Berlin; † 8. April 1989 in Bad Waldsee) war ein deutscher Politiker (SPD). 1947/1948 gehörte er für einige Monate dem Badischen Landtag an.
Reinhard war von Beruf Lehrer und lebte in Neustadt (Schwarzwald).
Bei der Landtagswahl 1947 wurde Reinhard für die Sozialistische Partei im Wahlkreis Donaueschingen-Neustadt in den Badischen Landtag gewählt. Jedoch legte er bereits zum 26. Februar 1948 sein Mandat nieder, für ihn rückte Eugen Bea nach.